# Hans Balmer (Musiker, 1903)

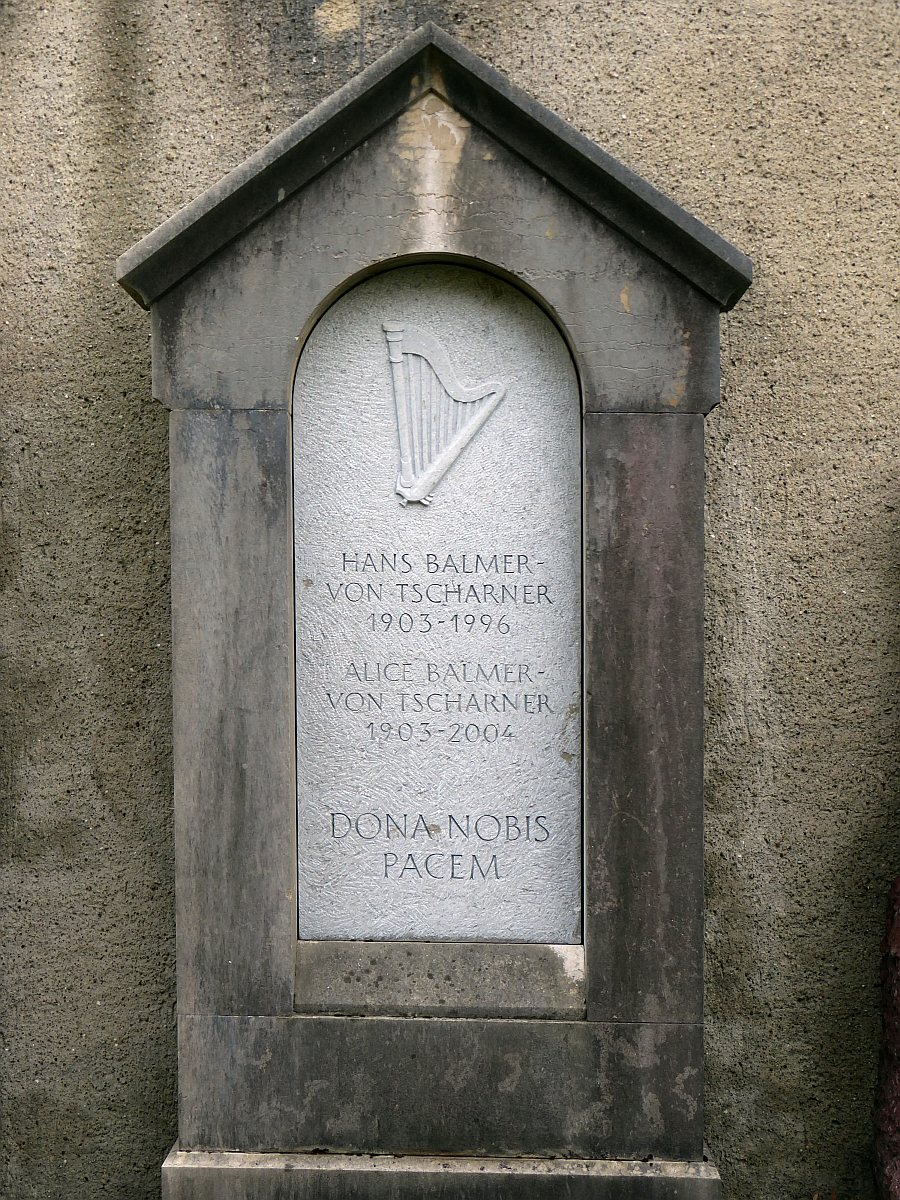
Grab auf dem Friedhof Wolfgottesacker, Basel

Hans Balmer (* 6. Januar 1903 in Birrwil AG; † 9. Mai 1996 in Riehen BS) war ein Schweizer Organist und Pianist. Er war in seiner Heimatstadt Basel in den Kirchen St. Martin und St. Leonhard angestellt.
Balmer unterhielt engen Kontakt mit namhaften Komponisten seiner Zeit, so u. a. mit Willy Burkhard, den er 1938 mit der Komposition der Sonatine für Orgel (op. 52) beauftragte.
Der Basler Organistenverband verleiht seit 2001 den Hans-Balmer-Preis zur Förderung junger Organisten; 2004 wurde zudem die Hans-Balmer-Stiftung zu Balmers Ehren ins Leben gerufen, welche durch ein Legat seiner Ehefrau Alice Balmer-von Tscharner (1903–2004) ermöglicht wurde.